# 1868 a jogalkotásban
1868-ban az alábbi jogszabályokat alkották meg:

## Magyarország

### Törvények
- 1868. évi I. törvénycikk A magyar korona országaiban levő vasutak és csatornák külön összpontositott telekkönyvezéséről
- 1868. évi II. törvénycikk A czukor és égetett szeszes italok kivitelénél visszatéritendő fogyasztási adóról
- 1868. évi III. törvénycikk A törvények kihirdetéséről
- 1868. évi IV. törvénycikk Az 1868-ik évi május hó elsejétől ugyanazon évi junius hó 30-áig viselendő közterhekről
- 1868. évi V. törvénycikk A gödöllői uradalomnak megvételéről és a koronai javak állományába sorozásáról
- 1868. évi VI. törvénycikk A kereskedelmi és iparkamarákról
- 1868. évi VII. törvénycikk A magyar kir. pénzverdékben veretendő pénzek alakja, belértéke és súlya iránt
- 1868. évi VIII. törvénycikk Az alföld-fiumei vasút nagyvárad-eszéki része épitése tárgyában
- 1868. évi IX. törvénycikk A görög-keleti vallásuak ügyében
- 1868. évi X. törvénycikk Az 1868-dik évi juliushó elsejétől ugyanazon évi september hó 30-áig viselendő közterhekről
- 1868. évi XI. törvénycikk A sójövedék iránt
- 1868. évi XII. törvénycikk A Zákánytól Zágrábig és a Hatvantól Miskolczig terjedő vasutvonalak épitése tárgyában
- 1868. évi XIII. törvénycikk A magyar észak-keleti vasut kiépitése tárgyában
- 1868. évi XIV. törvénycikk A dohányjövedék iránt
- 1868. évi XV. törvénycikk A lottojövedék iránt
- 1868. évi XVI. törvénycikk A szeszadóról
- 1868. évi XVII. törvénycikk A bor- és hús-fogyasztási adó iránt
- 1868. évi XVIII. törvénycikk Az arany és ezüst áruk finomsági tartalma, ellenőrzése s fémjelzése iránt
- 1868. évi XIX. törvénycikk A söradóról
- 1868. évi XX. törvénycikk A czukoradó iránt
- 1868. évi XXI. törvénycikk A közadók kivetése, befizetése, biztositása, behajtása és pénzügyi törvényszékek felállitása iránt
- 1868. évi XXII. törvénycikk A házadóról
- 1868. évi XXIII. törvénycikk A bélyeg- és illetékek, valamint a dijak tárgyában
- 1868. évi XXIV. törvénycikk A személyes kereseti adóról
- 1868. évi XXV. törvénycikk A földadóról
- 1868. évi XXVI. törvénycikk A jövedelemadóról
- 1868. évi XXVII. törvénycikk A magyar ezredekhez 1868-ik évben szükséges ujonczok megajánlása tárgyában
- 1868. évi XXVIII. törvénycikk Az 1868-dik évi államköltségvetésről
- 1868. évi XXIX. törvénycikk A szőlőbirtok után járó tartozások megváltásáról
- 1868. évi XXX. törvénycikk A Magyarország, s Horvát-, Szlavon és Dalmátországok közt fenforgott közjogi kérdések kiegyenlítése iránt létrejött egyezmény beczikkelyezéséről
- 1868. évi XXXI. törvénycikk Az uzsoratörvények eltörléséről
- 1868. évi XXXII. törvénycikk Az ország némely vidékein rablók által megzavart közbiztonság helyreállítására megkivántató póthitelről
- 1868. évi XXXIII. törvénycikk Az urbéri örökváltságokért országos alapból adandó megtéritésről
- 1868. évi XXXIV. törvénycikk A személyes kereseti adóról
- 1868. évi XXXV. törvénycikk A bor- és húsfogyasztási adóról
- 1868. évi XXXVI. törvénycikk Az 1853. évi deczember hó 5-dikén kelt általános és 1857. évi február 18-án kelt dalmátországi külön vám-tarifának némi módositása iránt
- 1868. évi XXXVII. törvénycikk Az arad-temesvári vasut kiépitése tárgyában
- 1868. évi XXXVIII. törvénycikk A népiskolai közoktatás tárgyában
- 1868. évi XXXIX. törvénycikk A gyula-fehérvári görög-katholikus érsekség s a lugosi és szamosujvári görög-katholikus püspökségek iránt
- 1868. évi XL. törvénycikk A véderőről
- 1868. évi XLI. törvénycikk A honvédségről
- 1868. évi XLII. törvénycikk A népfelkelésről
- 1868. évi XLIII. törvénycikk Magyarország és Erdély egyesitésének részletes szabályozásáról
- 1868. évi XLIV. törvénycikk A nemzetiségi egyenjogúság tárgyában
- 1868. évi XLV. törvénycikk A magyar keleti mozdony-vasut, valamint annak Gyula-Fehérvár, Maros-Vásárhely és Nagy-Szebenig vezető szárnyvonalai kiépitése tárgyában
- 1868. évi XLVI. törvénycikk A függő adósságok ellenőrzéséről
- 1868. évi XLVII. törvénycikk A közös nyugdijakról
- 1868. évi XLVIII. törvénycikk A vegyes házassági válóperekről
- 1868. évi XLIX. törvénycikk A vasutak és csatornák épitésére felvett kölcsön hováforditásáról
- 1868. évi L. törvénycikk Az 1869-ik évi államköltségvetésről
- 1868. évi LI. törvénycikk A tiszavidéki vaspálya-társulat tartozása törlesztéséről
- 1868. évi LII. törvénycikk A Lonjsko polje terület ármentesítési költségei beszedéséről s e területre az 1868. XXV. törvénycikk 7. §-ban foglalt kedvezmény kiterjesztéséről.
- 1868. évi LIII. törvénycikk A törvényesen bevett keresztyén vallásfelekezetek viszonosságáról
- 1868. évi LIV. törvénycikk A polgári törvénykezési rendtartás tárgyában
- 1868. évi LV. törvénycikk A kisajátitásról
- 1868. évi LVI. törvénycikk A kisajátitásról Buda és Pest városok területén
- 1868. évi LVII. törvénycikk A sz. kir. Pest város által felveendő kölcsön tárgyában
- 1868. évi LVIII. törvénycikk Az 1868. évi XXIII. törvénycikk 30. §-ának az 1869-ik év végeig leendő kiterjesztéséről